# Magnus Reinhold Armfelt
Magnus Reinhold Armfelt, född 18 mars 1801 på Wiurila gård, Halikko, död 29 april 1845 i Strasbourg, Frankrike, var en finländsk greve och ägare till Wiurila gård.

## Familjen
Armfelts farbror Gustaf Mauritz Armfelt adopterade honom år 1812. Armfelts far var August Filip Armfelt och modern var Johanna Fredrika Lovisa Taube. Armfelts hustru var Adelaide Gustava Aspasia Armfelt. Adelaides far var greve Gustaf Mauritz Armfelt och modern var hertiginnan av Kurland, Wilhelmine von Sagan (1781–1839). Paret fick fem barn:
- August Magnus Gustaf Armfelt, greve, ägare till Wiurila gård
- Mauritz Vilhelm Romvald Armfelt
- Gösta Philip Armfelt, greve, lektor i franska vid Helsingfors universitet
- Hedvig Johanna Vilhelmina Gustava Wrede
- Carl Magnus Mauritz Armfelt, greve, industriledare och konstmecenat

## Karriär
Armfelt blev student i Åbo år 1815. Han påbörjade studier vid Kejserliga Akademien i Åbo och var medlem i Åbo nation samma år. Kort därefter gick han i militärens tjänst. Han befordrades till sergeant vid första finska jägarregementet år 1817 och senare till fänrik. År 1819 överfördes han till Moskovas livgardesregemente, där han befordrades till underlöjtnant och senare till löjtnant. Han lämnade militärtjänsten med graden sekundkapten i gardet.
Armfelt koncentrerade sig på utvecklingen av Wiurila gård. Han lät uppföra ekonomibyggnaden på Wiurila, ritad av arkitekten Carl Ludvig Engel. Under hans tid fanns det på gården ett sågverk, ett tegelbruk, ett bryggeri och en brännvinsfabrik.